# Kuc Pindos
Kuc Pindos, kuc tesalski – rasa pochodząca z Grecji, tradycyjnie hodowana na terenach Tesalii i Epiru. Koń silny i wytrzymały, o niewielkich wymaganiach żywieniowych. Spokrewniony z rasą Peneia o podobnych cechach, jednak osiągającą nieco wyższe rozmiary (do 142cm).

## Wygląd
Kuc o wzroście do ok. 132 cm, głowa o niewielkich oczach, tułów wąski i długi z wydatnym kłębem i niezbyt umięśnioną szyją. Stosunkowo wysoko osadzony ogon. Kopyta mocne, twarde, zazwyczaj czarne. 
Maść zazwyczaj myszata, gniada lub skarogniada.

## Użytkowanie
Obecnie wykorzystywane głównie jako zwierzęta juczne, w lekkich pracach leśnych i gospodarskich. Rzadziej wierzchowe ze względu na niewielki wzrost. Używane także do hodowli mułów.